# Das Greenhorn
Das Greenhorn (französischer Originaltitel: Le Pied-Tendre) ist ein Comic-Band aus der Lucky-Luke-Reihe, der von Morris gezeichnet und von René Goscinny getextet wurde. 
Nach der Zählung des Ehapa-Verlages (beziehungsweise zu Beginn: des Delta-Verlages aus Ehapa und Dargaud) ist der Comic der 16. Band der Reihe. Zuvor wurde er schon bei Kauka und Yps als Fortsetzungsgeschichte oder in Zack beim Koralle-Verlag veröffentlicht, jedoch erhielt der Comic damals teilweise andere Namen.
Ursprünglich wurde der Comic zunächst 1967 im belgisch-französischen Comic-Magazin Spirou und 1968 als 2. Band von Dargaud (insgesamt 33. Band) in Frankreich veröffentlicht.
Für die Lucky-Luke-Zeichentrickserie wurde dieser Band verfilmt.

## Inhalt
Waldo Badmington ist ein englischer Adliger, der in den Wilden Westen kommt, um dort das Erbe des alten Baddy anzutreten. Dieses besteht aus einer Ranch, auf der auch der Indianer Sam wohnt. Begleitet wird er von seinem Butler Jasper. Lucky Luke soll nach dem Willen von Baddy Waldo begleiten, damit er besser im Wilden Westen zurechtkommt. Jedoch will der Besitzer der Nachbarranch, Jack Ready, Waldo loswerden. Aufgrund seiner feinen 'englischen' Manieren wird Waldo von den raubeinigen Einheimischen als Greenhorn gesehen, das nicht in den Wilden Westen passt. Daher gerät Waldo in einige Unannehmlichkeiten. So bringt Jack Ready ihn ins Gefängnis und sorgt dafür, dass Waldo gehängt werden soll. Jedoch schafft es Lucky Luke, Jacks Plan, Waldo hängen zu lassen und daraufhin die Ranch zu übernehmen, zu vereiteln. Am Ende muss Jack Ready nach einer Herausforderung zum Duell vonseiten Waldos in feinen englischen Klamotten in eine andere Stadt fliehen, wo er selbst als Greenhorn dasteht, der Butler Jasper bricht zur Goldsuche nach Alaska auf und Waldo hat sich derart im Wilden Westen eingelebt, dass er sich selber an der "Begrüßung" eines Greenhorns beteiligt. 